# Дебора Естрін
Дебора Естрін (англ. Deborah Estrin; нар. 6 грудня 1959, Лос-Анджелес, Каліфорнія, США) — професорка інформатики в Корнелл-тех, технологічному кампусі Корнеллського університету і співзасновниця некомерційної організації mHealth, що займається питаннями «мобільного здоров'я» (використання мобільних телефонів у охороні здоров'я). Її головний внесок у науку — технологія вбудованих мережевих зондувань (англ. embedded networked sensing, ENS), що полягає у використанні крихітних, оснащених безліччю сенсорів пристроїв, які сприймають оточення і діляться цією інформацією один з одним, що дозволяє їм не тільки збирати інформацію, але й обробляти її, повертаючи результати аналізу, а не просто список спостережуваних значень. Наприклад, вбудовані в опори моста сенсори можуть досить точно визначити місця ослаблення його конструкції, а розсипані по лісі зонди можуть зібрати інформацію про склад ґрунту, розподіл рівнів вологості та звичаї лісової фауни.
Здобула диплом бакалавра 1980 року в університеті Каліфорнії, магістра 1982 року в МТІ й захистила дисертацію на здобуття ступеня доктора філософії 1985 року на тему «Доступ до міжорганізаційних комп'ютерних мереж» (англ. Access to Inter-Organization Computer Networks), її керівником став Джером Сальтцер (один із авторів системи Multics, прообразу UNIX). Після захисту повернулася на захід США та почала викладати в університеті Південної Каліфорнії, де пропрацювала до 2000 року, після чого повернулася до Каліфорнії. 2012 року Корнелльський університет відкрив новий кампус з розвитку нових технологій, і Естрін стала його першою співробітницею.
Внесок Естрін широко визнаний колегами та відзначений низкою нагород. Вже 1987 року Національний науковий фонд нагородив її як молоду науковицю, що подає надії. 2007 року Інститут Аніти Борг зарахував її до «жінок-візіонерок» (це був лише другий випадок вручення нагороди, а вперше вона дісталася таким відомим і визнаним десятиліттями науковицям, як Памела Самуельсон і Радія Перлман). 2008 року Федеральна політехнічна школа Лозанни присудила її звання почесного доктора, 2011 року те ж зробив Уппсальський університет. 2003 року журнал «Популярна наука» відніс Дебору Естрін до «блискучої десятки» вчених 2003 року. 2007 року її прийнято Американської академії мистецтв і наук, а 2009 року — до Національної інженерної академії. Відзначено IEEE Інтернет-премія (2017), лауреатка стипендії Мак-Артура (2018). Фелло ACM та IEEE.
Має низку відомих родичів: батько Дж. Естрін — професор, працював з Дж. фон Нейманом, мати Т. Естрін — професорка, віце-президент IEEE, сестра Дж. Естрін працювала з В. Серфом над TCP/IP.